# 石卡镇
石卡镇，是中华人民共和国广西壮族自治区贵港市覃塘区下辖的一个乡镇级行政单位。

## 行政区划
石卡镇下辖以下地区：
石卡社区、大庆村、西山村、方竹村、大岩村、陆村、樟竹村、白沙村、翰平村、福龙村、万塘村、新旺村、鹤心村、凤思村、翰芦村、村面村、都蕴村、坭湾村和江南村。